# جيد جونز
جيد جونز (بالإنجليزية: Jade Jones)‏ هو مغني بريطاني، ولد في 12 فبراير 1979 في لندن في المملكة المتحدة.

## وصلات خارجية
- جادي جونز على موقع IMDb (الإنجليزية)